# Vespaiola
La vespaiola est un cépage italien de raisins blancs.

## Origine et répartition géographique
Elle  provient du nord de l'Italie. Bien que déjà décrit par Acerbi (1825) et Di Rovasenda (1877), son origine n'est pas encore définie.
Elle est classée cépage d'appoint en DOC Breganze Torcolato et Breganze Vespaiolo.
Elle est classée recommandée en province de Vicence dans la région Vénétie. En 1998, elle couvrait 432 ha.

## Caractères ampélographiques
- Extrémité du jeune rameau cotonneux, vert blanchâtre à liseré bronzé.
- Jeunes feuilles duveteuses, vert clair à plages bronzées.
- Feuilles adultes, à 3 lobes avec des sinus supérieurs moyennement profonds, un sinus pétiolaire en U ouvert, des dents ogivales moyennes, en deux séries, un limbe aranéeux.

## Aptitudes culturales
La maturité est de troisième époque tardive: 35 jours après le chasselas.

## Potentiel technologique
Les grappes sont petites et les baies sont de taille moyenne. La grappe est cylindro-conique. Le cépage est de bonne vigueur et d'une fertilité moyenne. Elle est sensible à la pourriture.
Elle donne des vins d'un jaune doré, assez alcoolique et légèrement parfumé.

## Synonymes
La vespaiola est connue sous les noms de bespaia, bresparola, bresparola bianco, uva vespera, vespaia, vespaiolo, vesparola et vespera.